# Stazione di Setagaya-Daita
La stazione di Setagaya-Daita (世田谷代田駅?, Setagaya-Daita-eki) è una stazione ferroviaria di Tokyo che si trova a Setagaya servente la linea Odakyū Odawara delle Ferrovie Odakyū.

## Linee
Ferrovie Odakyū
● Linea Odakyū Odawara

## Struttura
La stazione dispone di due marciapiedi laterali con due binari centrali passanti situati in galleria profonda sotto il livello del terreno.
| 1 | ● Linea Odakyū Odawara | per Machida, Hon-Atsugi, Odawara, Hakone-Yumoto, Karakida e Katase-Enoshima |
| 2 | ● Linea Odakyū Odawara | per Shinjuku e linea Chiyoda                                                |

## Stazioni adiacenti
| «                                 | Servizio             | »                    |
| Linea Odakyū Odawara              | Linea Odakyū Odawara | Linea Odakyū Odawara |
| --------------------------------- | -------------------- | -------------------- |
| Shimo-Kitazawa                    | Locale               | Umegaoka             |
| Tutti gli altri treni non fermano |                      |                      |